# Støvring (Rebild)
Støvring is een plaats en voormalige gemeente in Denemarken.

## Voormalige gemeente
De oppervlakte bedroeg 219,57 km². De gemeente telde 13.057 inwoners waarvan 6639 mannen en 6418 vrouwen (cijfers 2005).
De oude gemeente valt sinds de herindeling van 2007 onder de nieuw gevormde gemeente Rebild.

## Plaats
De plaats Støvring telt 6322 inwoners (2006).

## Geboren
- Michael Silberbauer (7 juli 1981), voormalig voetballer, voetbaltrainer

- Nationale Bibliotheek van Israël: 987007534118205171
- Virtual International Authority File: 70144898730350291430